# Zorzines ambigua
Zorzines ambigua är en fjärilsart som beskrevs av Katsumi Yazaki 1986. Zorzines ambigua ingår i släktet Zorzines och familjen nattflyn. Inga underarter finns listade i Catalogue of Life.